# Pachacamac (groupe)
Pour les articles homonymes, voir Pachacamac.
 (novembre 2022).
La mise en forme du texte ne suit pas les recommandations de Wikipédia : il faut le « wikifier ».
Les points d'amélioration suivants sont les cas les plus fréquents. Le détail des points à revoir est peut-être précisé sur la page de discussion.
- Les titres sont pré-formatés par le logiciel. Ils ne sont ni en capitales, ni en gras.
- Le texte ne doit pas être écrit en capitales (les noms de famille non plus), ni en gras, ni en italique, ni en « petit »…
- Le gras n'est utilisé que pour surligner le titre de l'article dans l'introduction, une seule fois.
- L'italique est rarement utilisé : mots en langue étrangère, titres d'œuvres, noms de bateaux, etc.
- Les citations ne sont pas en italique mais en corps de texte normal. Elles sont entourées par des guillemets français : « et ».
- Les listes à puces sont à éviter, des paragraphes rédigés étant largement préférés. Les tableaux sont à réserver à la présentation de données structurées (résultats, etc.).
- Les appels de note de bas de page (petits chiffres en exposant, introduits par l'outil «  Source ») sont à placer entre la fin de phrase et le point final[comme ça].
- Les liens internes (vers d'autres articles de Wikipédia) sont à choisir avec parcimonie. Créez des liens vers des articles approfondissant le sujet. Les termes génériques sans rapport avec le sujet sont à éviter, ainsi que les répétitions de liens vers un même terme.
- Les liens externes sont à placer uniquement dans une section « Liens externes », à la fin de l'article. Ces liens sont à choisir avec parcimonie suivant les règles définies. Si un lien sert de source à l'article, son insertion dans le texte est à faire par les notes de bas de page.
- La présentation des références doit suivre les conventions bibliographiques. Il est recommandé d'utiliser les modèles {{Ouvrage}}, {{Chapitre}}, {{Article}}, {{Lien web}} et/ou {{Bibliographie}}. Le mode d'édition visuel peut mettre en forme automatiquement les références.
- Insérer une infobox (cadre d'informations à droite) n'est pas obligatoire pour parachever la mise en page.

Pour une aide détaillée, merci de consulter Aide:Wikification.
Si vous pensez que ces points ont été résolus, vous pouvez retirer ce bandeau et améliorer la mise en forme d'un autre article.
Pachacamac est un groupe de musique français, représentant de la nueva cancion sud-américaine dans les années 1970, on parle alors[Qui ?] de « musique des Andes ».
Fondé dans les années 1970, le groupe est porté par la vague de la musique latine propagée par l'exil de groupes bientôt mondialement connus, chassés par les dictatures sud-américaines. Les rythmes dansants et les thèmes mélancoliques produisent alors des thèmes universels (El Condor Pasa). Marie Laforêt chante avec un autre groupe célèbre : Los Incas, fondé à Paris par des musiciens latino-américains. Atahualpa Youpanqui et Raul Maldonado sont aussi à Paris, Toto la Monposina aussi y passe quelques années.
Le leader, J.-P. Bluteau, joue et enregistre alors avec de grands solistes (Cristóbal Cáceres, Martín Torres, Facio Santillán…) et les groupes les plus célèbres (Los Machucambos, Los Incas…). 
Durant ces années, le succès n'est jamais éclatant mais la qualité des compositions et du jeu des musiciens en font un groupe connu en France mais aussi dans ce milieu en Amérique latine.  
Tous les musiciens sont poly-instrumentistes et évolueront parfois vers des univers complètement différents. 

## Biographie
Fondé en 1971, le groupe se produit lors de concerts dans différents cabarets et salles (La Scala, Contrescarpe à Paris) dans les années 70 et 80. En 1974, dès la 1ere année du Festival de musique latino-américaine de St Vidal près du Puy , ils se produisent et enseignent la musique andine . 
Ils se produisent ensuite lors d'un concert à BOBINO en 1981, puis en 1985 et 1986 lors d'une tournée JMF .
De 1989 à 92 ils présentent plusieurs créations au festival du Puy en Velay, notamment  « REZO EN EL VERGEL » en 1989, « CORDISSIMO » en 1992 , « LOS CUATRO ELEMENTOS » en 1991.
On retrouve Pachacamac au Festival Sagarnaga  (en 2016) à Moisdon-la-Rivière, puis en 2013 lors d'une Tribune de la Musique à la Maison de l'Amérique Latine à Paris, le 27 juin (Jean-Pierre Bluteau, Pierre Bluteau, Olivier Ombredane et Javier Martinez)

## Membres
La formation initiale a évolué au fil des ans, des rencontres et des routes des protagonistes.
- Jean-Pierre Bluteau : chanteur, guitariste, sikuriste (leader, créateur du groupe)[3]
- Alain Geoffroy
- Gérard Geoffroy (flutiste, compositeur, musicien d'Idir[4])
- Serge Bulot (multi-instrumentiste)[1]
- Jean-Paul Ricquier,(charango,tiple)
- Gabriel Zurini (harpiste, guitariste kéna, flûte de pan)
- Pierre Bluteau (multi-instrumentiste, intègre Pachacamac en 1983)
- Roque Carbajo (guitare)
- Olivier Ombredane (flûte traversière, flûtes du monde, percussions, guitare et charango exceptionnellement, rejoint le groupe lors d'évènements)

## Discographie

### Albums
- 1971 : La Musique des Incas (Pathé)
- 1973 : Music Of The Incas (World Tape Club)
- 1973 : Contrastes (Warner Bros. Records)
- 1985 : Colores (WEA)
- 2006 : Llaki Runa Lonada (Production & Entertainment)

### Singles
- 1971 : Totoras/Munapacuj (Pathé)
- 1972 : Tito Corona, Pachacamac, Il y a bien des rèves (Connection)
- 1972 : Totoras (columbia)
- 1973 : Titicaca (Warner Bros. Records)
- 1974 : En écoutant l'automne (Warner Bros. Records)
- 1985 : Canela (WEA)

### Compilations
- Amanecer Vol II (CD hors label)